# Біро Жаде
Нілсон Машадо дос Сантос або просто Біро Жаде (порт.-браз. Nilson Machado dos Santos / Biro Jade; нар. 24 січня 1973, Бразилія) — бразильський футболіст та футзаліст, виступав на позиції нападника. У 2009 році отримав азербайджанське громадянство й почав виступати за збірну Азербайджану з футзалу. Після завершення ігрової кар'єри розпочав тренерську роботу.

## Кар'єра гравця
До 2004 року Біро Жаде виступав за бразильські клуби. Потім, отримавши запрошення від московського «Спартака», перебрався до російського чемпіонату. Бразилець захищав червоно-білі кольори протягом півтора сезону, після чого перейшов до казахстанського «Тулпару». Однак через сім місяців команду розпустили. У 2007 році Біро знову з'явився в Росії, відіграв один сезон за підмосковний «Спартак-Щолково».
2008 року Біро Жаде перейшов до азербайджанського «Аразу». Незабаром бразилець прийняв азербайджанське громадянство та розпочав виступи за збірну Азербайджану з футзалу. Він разом з іншими натуралізованими бразильцями зробив основний внесок у перші досягнення азербайджанського футзалу. На чемпіонаті Європи 2010 року азербайджанці посіли четверте місце, а Біро поряд з іншими трьома гравцями став найкращим бомбардиром турніру. А згодом «Араз» вирвав в італійського «Лупаренсе» бронзову медаль Кубку УЄФА з футзалу 2009/10.
Влітку 2010 року Біро Жаде залишив «Араз». Незабаром бразилець перебрався до українського чемпіонату, де став гравцем франківського «Урагану».
2012 року повернувся до «Аразу», в якому й завершив кар'єру.

## Кар'єра тренера
Ще будучи гравцем, Біро Жаде почав примірятися до ролі тренера. Так, у чемпіонському сезоні «Урагану» фактично виконував роль граючого наставника команди, відтіснивши головного тренера від керівництва командою. У міжсезоння 2011 року керував селекційною політикою клубу, шукаюв бразильських легіонерів.
У 2012 році Федерація футзалу Азербайджану, незадоволена результатами національної команди, оголосила про створення другої збірної, складеної з доморощених гравців, і призначила Біро Жаде її головним тренером.
У 2016 році увійшов до тренерського штабу першої збірної як тренер з фізпідготовки. У січні 2017 року Мілтіньйо, який очолював одночасно збірну та «Араз», пішов у відставку з обох постів, і Біро Жаде став виконуючим його обов'язки. 15 березня виконком АФФА офіційно призначив його головним тренером. На вище вказаній посаді вивів Азербайджан до фінальної частини Чемпіонату Європи, попутно вигравши з «Аразом» національний чемпіонат, проте вже влітку залишив посаду наставника збірної.
У 2018 році очолював збірну Росії на Чемпіонаті Європи з футзалу АМФ, дійшовши до півфіналу турніру.

## Досягнення

### Як гравця
- Чемпіонат Азербайджану
  -  Чемпіон (2): 2008/09, 2009/10

- Чемпіонат України
  -  Чемпіон (1): 2010/11

- Кубок УЄФА з футзалу
  -  Бронзовий призер (1): 2009/10

- Чемпіонат Європи з футзалу
  - 1/2 фіналу (1): 2010

Особисті
- Найкращий бомбардир чемпіонату Європи з футболу (1): 2010

### Як тренер
- Чемпіонат Азербайджану
  -  Чемпіон (1): 2016/17

- Чемпіонат Європи з футзалу (AMF) серед чоловіків
  -  Бронзовий призер (1): 2018